# Nouvelle route de la soie
Pour les articles homonymes, voir Route de la soie.

Les nouvelles routes de la soie relient la Chine à l'Europe par le rail (2016) et par voie maritime.

La nouvelle route de la soie (chinois : 丝绸之路经济带 ; pinyin : sīchóuzhīlù jīngjì dài ; litt. « ceinture économique de la route de la soie »), aussi nommée la ceinture et la route (chinois : 一带一路 ; pinyin : yī dài yī lù, en anglais : One Belt, One Road ou OBOR), puis à partir de 2017 Initiative route et ceinture (en anglais : Belt and Road Initiative, BRI) est un ensemble de liaisons maritimes et de voies ferroviaires entre la Chine, l'Europe et l'Afrique passant par le Kazakhstan, la Russie, la Biélorussie, la Pologne, l'Allemagne, la France, le Royaume-Uni, la république de Djibouti et le Somaliland. Ce projet engloberait plus de 68 pays représentant 4,4 milliards d’habitants et 40 % du PIB mondial,.
La nouvelle route de la soie a été dévoilée à l'automne 2013 par le gouvernement de la RPC ; elle est l'une des priorités de la diplomatie chinoise, sous la présidence de Xi Jinping, ce dernier le surnommant le « projet du siècle ». Cette politique titanesque chinoise de constructions d’infrastructures portuaires, ferroviaires, terrestres dans le bassin méditerranéen, lui permettra de s’approvisionner en matières premières et de se mettre sur le devant de la scène internationale. Pour Thomas Gomart, directeur de l'Institut français des relations internationales, « cette initiative doit se comprendre comme un outil de restructuration de la gouvernance mondiale ».

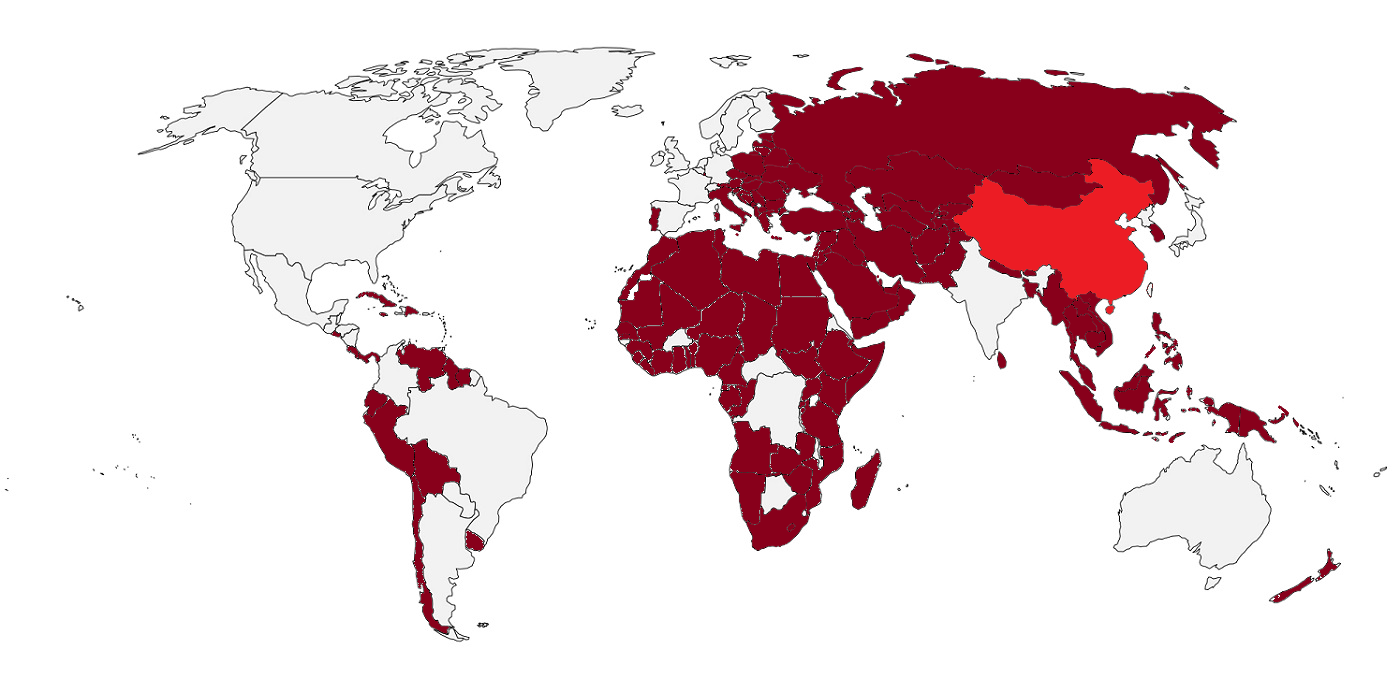
États membres de la nouvelle route de la soie en 2019. La Chine est en rouge clair et les autres membres en rouge foncé.

En 2022, du fait de la guerre contre l'Ukraine, plusieurs opérateurs déroutent le trafic ferroviaire vers un itinéraire appelé middle corridor (mixte ferroviaire et maritime) évitant la traversée de la Russie.

## Histoire

### La «Belt and Road Initiative»
La nouvelle route de la soie est parfois décrite par les termes de ceinture et de route, en référence à l'expression chinoise Yidai yilu (一带一路 / 一帶一路, yīdài yīlù, « Une ceinture, une route ». Cette initiative date de septembre 2013, lorsque le président chinois Xi Jinping en parla dans son discours à l'université du Kazakhstan.
La Belt and Road Initiative est à l'origine scindée en deux concepts : l'un est dénommé « Silk Road Economic Belt » (« belt » signifiant ceinture) et l'autre la « 21st-Century Maritime Silk Road » (« road » signifiant route).
Cette dénomination prête à confusion[réf. nécessaire], car la route n'est pas uniquement une route pour véhicules routiers, c'est aussi une route maritime reliant la Chine à l'Afrique de l'Est et à la Méditerranée. La ceinture est constituée d'une série de corridors terrestres reliant la Chine à l'Europe, via l'Asie centrale et le Moyen-Orient. En parallèle de la voie maritime, la Chine investit dans des chemins de fer et de gigantesques autoroutes partant de la province du Xinjiang pour relier la Chine et l'Europe en passant par la Russie et le Kazakhstan, notamment.
Le nouveau nom, en 2017, est « Initiative route et ceinture » (Belt and Road Initiative, ou BRI) afin de marquer le fait que ce projet ne se limite pas à une seule route.

### 2015, officialisation
En mars 2015, le terme apparaît dans des documents officiels. Il devient alors clair qu'il ne s'agit pas d'un simple investissement, mais d'un projet évolutif qui pourrait devenir un nouveau cadre de référence pour la mondialisation. Le géographe Michel Foucher voit dans ce projet une illustration de la capacité du « parti-État chinois [...] seul à penser à très long terme (horizon 2049) et aux échelles continentale et mondiale ».

### 2017, inscription dans la Constitution
Dans son discours du 14 mai 2017, le président Xi Jinping énonce les quatre axes principaux de cette initiative, d'abord la paix et la coopération, puis l'ouverture et l'inclusivité, l'apprentissage mutuel et enfin le bénéfice mutuel qu'apporteront ces « nouvelles routes de la soie » aux villes et nations qui y participeront.
En octobre 2017, lors du 19e Congrès National du Parti Communiste Chinois (PCC), la BRI a été inscrite dans la Constitution du pays,.
La montée en puissance du projet est visible par exemple au niveau géographique, par le nombre de pays concernés : une soixantaine au départ, une centaine en 2017.
Elle se note également au niveau sectoriel, avec des transports initialement, puis des projets plus larges : énergie, télécommunications, parcs industriels, projets touristiques, douaniers et juridiques, avec notamment la création sous le label des « nouvelles routes de la soie » de trois tribunaux d'arbitrage internationaux sur le territoire chinois.
La promotion par la Chine de ses propres normes et standards donne également au projet une dimension immatérielle croissante.

### 2019
En 2019, l'Italie s'associe aux routes de la soie, ce qui, selon Washington, revient à « donner une légitimité à l’approche prédatrice de la Chine en matière d’investissement ».
Depuis l'attaque du consulat chinois de Karachi en novembre 2018 qui avait provoqué quatre morts, les indépendantistes de l'Armée de libération du Balouchistan multiplient les attaques armées contre les infrastructures pakistanaises et chinoises de la nouvelle route de la soie au Pakistan, qu'ils considèrent comme des outils de spoliation des richesses du Balouchistan par les gouvernements pakistanais et chinois,.
En mai 2019, l'attaque par ce groupe d'un hôtel de luxe surplombant le port de Gwadar, au Pakistan fait 5 morts et 6 blessés,.

### 2020
L'année 2020 est marquée par la pandémie de Covid-19, qui entraîne de nombreuses conséquences socio-économiques, dont un krach boursier suivi d'une crise économique mondiale. Le 15 avril 2020, lors d'une conversation téléphonique avec Wang Yi, alors ministre des Affaires étrangères chinois, son homologue pakistanais Shah Mehmood Qureshi, sollicite l’appui de la Chine à l’Initiative mondiale pour l’allégement de la dette, lancée peu avant par le Premier ministre pakistanais, Imran Khan. Par la suite, un certain nombre de pays participant au projet de nouvelle route de la soie, africains pour la plupart, font état de leurs difficultés à concilier plan de soutien à leur économie et remboursement des prêts accordés par les autorités chinoises pour la construction des infrastructures vitales pour le projet. Selon France 24, Pékin aurait assuré, le 17 mai, qu’il ferait un effort « pour son ami » pakistanais. Pour The New York Times, cité par France 24, « ces difficultés, ajoutées à la campagne anti-chinoise menée par Washington, pourraient pousser certains pays à revenir sur leur participation aux « routes de la soie » ou en dissuader d’autres qui se posaient la question ». Les projets de chemin de fer entre la Chine et la Malaisie et celui de train à grande vitesse en Thaïlande ont dû être mis entre parenthèses.

## Pays membres

### Afrique

#### Afrique australe
- Zimbabwe
- Angola
- Namibie
- Mozambique
- Zambie
- Madagascar
- Afrique du Sud
- Lesotho

#### Afrique centrale
- Tchad
- République du Congo
- Guinée équatoriale
- Gabon
- Cameroun
- République démocratique du Congo

#### Afrique de l'Est
- Ouganda
- Burundi
- Tanzanie
- Kenya
- Seychelles
- Soudan du Sud
- Djibouti
- Somalie
- Rwanda
- Éthiopie
- Soudan
- Comores

#### Afrique du Nord
- Algérie
- Tunisie
- Libye
- Égypte
- Maroc

#### Afrique de l'Ouest
- Mali
- Liberia
- Togo
- Gambie
- Cap-Vert
- Nigeria
- Ghana
- Sierra Leone
- Côte d'Ivoire
- Mauritanie
- Guinée
- Sénégal
- Bénin
- Niger

### Amérique

#### Amérique centrale
- Salvador
- Costa Rica
- Panama

#### Amérique du Sud
- Pérou
- Équateur
- Suriname
- Grenade
- Venezuela
- Chili
- Uruguay
- Guyana
- Bolivie

#### Antilles
- Jamaïque
- Cuba
- Barbade
- République dominicaine
- Dominique
- Antigua-et-Barbuda
- Trinité-et-Tobago

### Asie

#### Asie centrale
- Turkménistan
- Kirghizistan
- Kazakhstan
- Tadjikistan
- Ouzbékistan

#### Asie de l'Est
- Mongolie
- Chine

#### Asie de l'Ouest
- Palestine
- Liban
- Oman
- Bahreïn
- Yémen
- Jordanie
- Syrie
- Émirats arabes unis
- Israël
- Qatar
- Koweït
- Arabie saoudite
- Irak
- Iran
- Afghanistan

#### Asie du Sud
- Népal
- Pakistan
- Bangladesh
- Sri Lanka

#### Asie du Sud-Est
- Indonésie
- Birmanie
- Brunei
- Timor oriental
- Thaïlande
- Viêt Nam
- Singapour
- Cambodge
- Maldives
- Malaisie
- Laos

#### Caucase
- Azerbaïdjan
- Arménie
- Géorgie

### Europe

#### Europe de l'Est
- Tchéquie
- Biélorussie
- Hongrie
- Moldavie
- Pologne
- Bulgarie
- Roumanie
- Slovaquie
- Russie
- Ukraine
- Bosnie-Herzégovine
- Monténégro
- Albanie
- Slovénie
- Croatie
- Macédoine
- Serbie
- Lettonie
- Lituanie

#### Europe de l'Ouest
- Luxembourg
- Autriche

#### Europe du Sud
- Chypre
- Portugal
- Malte
- Grèce
- Turquie

### Océanie
- Vanuatu
- Tonga
- Îles Cook
- États fédérés de Micronésie
- Fidji
- Samoa
- Niue
- Papouasie-Nouvelle-Guinée
- Nouvelle-Zélande
- Îles Salomon
- Kiribati
- Nauru (depuis 2024)[25]

## Le besoin

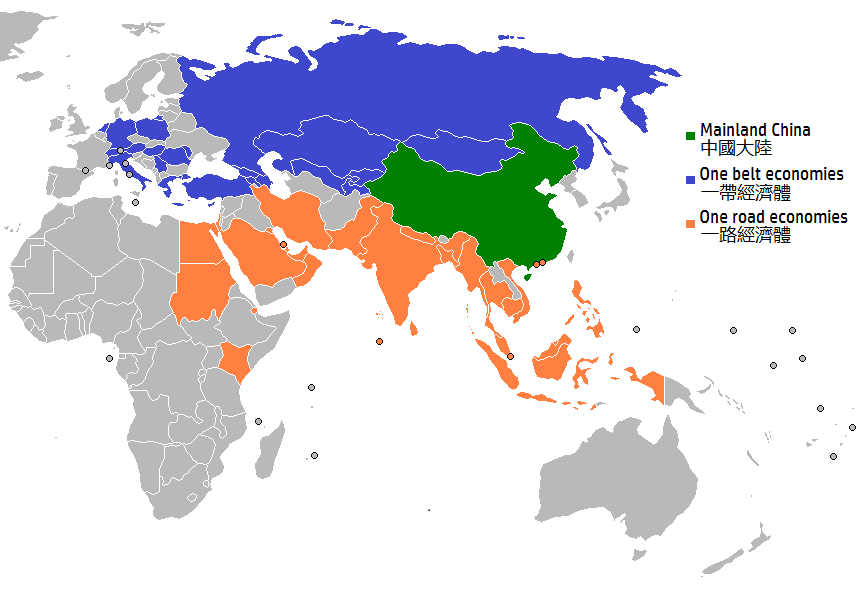
Les économies ceinture (Belt) en bleu et route (Road) en orange du plan initial.

L'économie chinoise est fortement connectée à d'autres économies. Par exemple en 2014, des routes maritimes sont utilisées alors que 43 % du pétrole chinois en 2013 et 38 % du gaz naturel liquéfié chinois en 2012 proviennent de la péninsule arabique.
Ces routes maritimes sont sujettes à la piraterie au détroit d'Ormuz, au golfe d'Aden, au détroit de Malacca et en mer de Chine méridionale. La Chine veut également pouvoir se prémunir, en cas de forte tension avec les États-Unis, contre la menace que ferait peser la présence de la marine américaine dans les océans Indien et Pacifique sur ses approvisionnements.
La Chine a aussi, depuis les années 2000, intensifié ses importations en provenance de la Russie. Ainsi, en 2019, 15 % du pétrole et 3 % du gaz naturel liquéfié chinois proviennent de la Russie.
La route de la soie s'inscrit donc dans un besoin de sécuriser les approvisionnements, notamment en matière énergétique.
La Chine est cliente de 75 % des exportations congolaises de cuivre et de près de 70 % des exportations sud-africaines de fer.
Le corridor économique Chine-Pakistan est la plus importante des six nouvelles routes de la soie. Il relie la Chine au port en eau profonde de Gwadar, situé au golfe d'Oman, en traversant le Pakistan. D'une longueur de 2 500 kilomètres, il évite les détours précédents. Ce corridor inclut des centrales à charbon (70 % des investissements en énergie), des autoroutes à six voies, des pipelines, des chemins de fer, le raccordement à la fibre optique, la fin des coupures d’électricité. L'investissement s'élève à 46 milliards de dollars.

## Partenaires
Cette initiative a été lancée par la Chine, deuxième puissance économique mondiale après les États-Unis par son PIB nominal et premier pays pour les échanges commerciaux de marchandises. Elle entraîne derrière elle plus de 65 pays, sur tous les continents.
Les entreprises françaises veulent faire leur marché sur les routes de la soie chinoises. Sans négliger les dimensions géopolitiques, les milieux d'affaires français veulent bénéficier des opportunités d'affaires générées par la « Belt and Road Initiative ». La Chine, quant à elle, démonte point par point les critiques qui lui sont adressées. Les entreprises hexagonales tentent de s'affranchir du volet politique qui sous-tend ce concept lancé six ans plus tôt par le président Xi Jinping. Elles peuvent compter sur les efforts de Pékin qui multiplie les prises de parole pour mettre en avant le bien-fondé de son plan.

## Les transports

### Réseau routier
C'est un chantier titanesque. L'Europe, la Chine et les pays d'Asie centrale sont engagés dans la construction d'un nouvel axe commercial majeur. La nouvelle route de la soie pourrait redistribuer les cartes, à l'heure où la mondialisation de l'économie fait pencher la balance vers l'Est. Plusieurs tronçons ont déjà été transformés en autoroute.
- Parties engagées à la Convention TIR de 1975, où les opérations TIR peuvent être établies.
- Parties engagées à la Convention TIR de 1975[36].

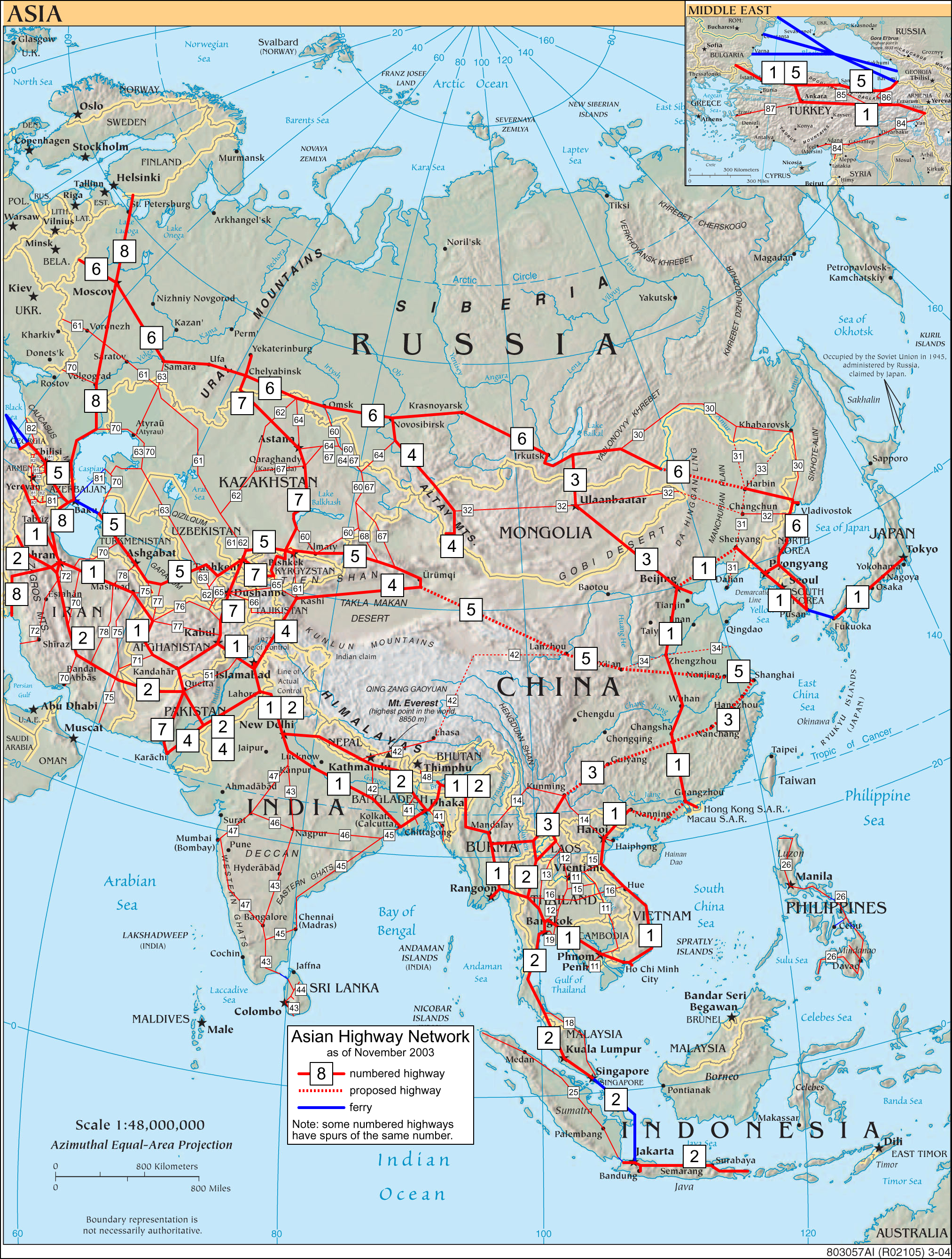
Carte du Réseau routier asiatique.

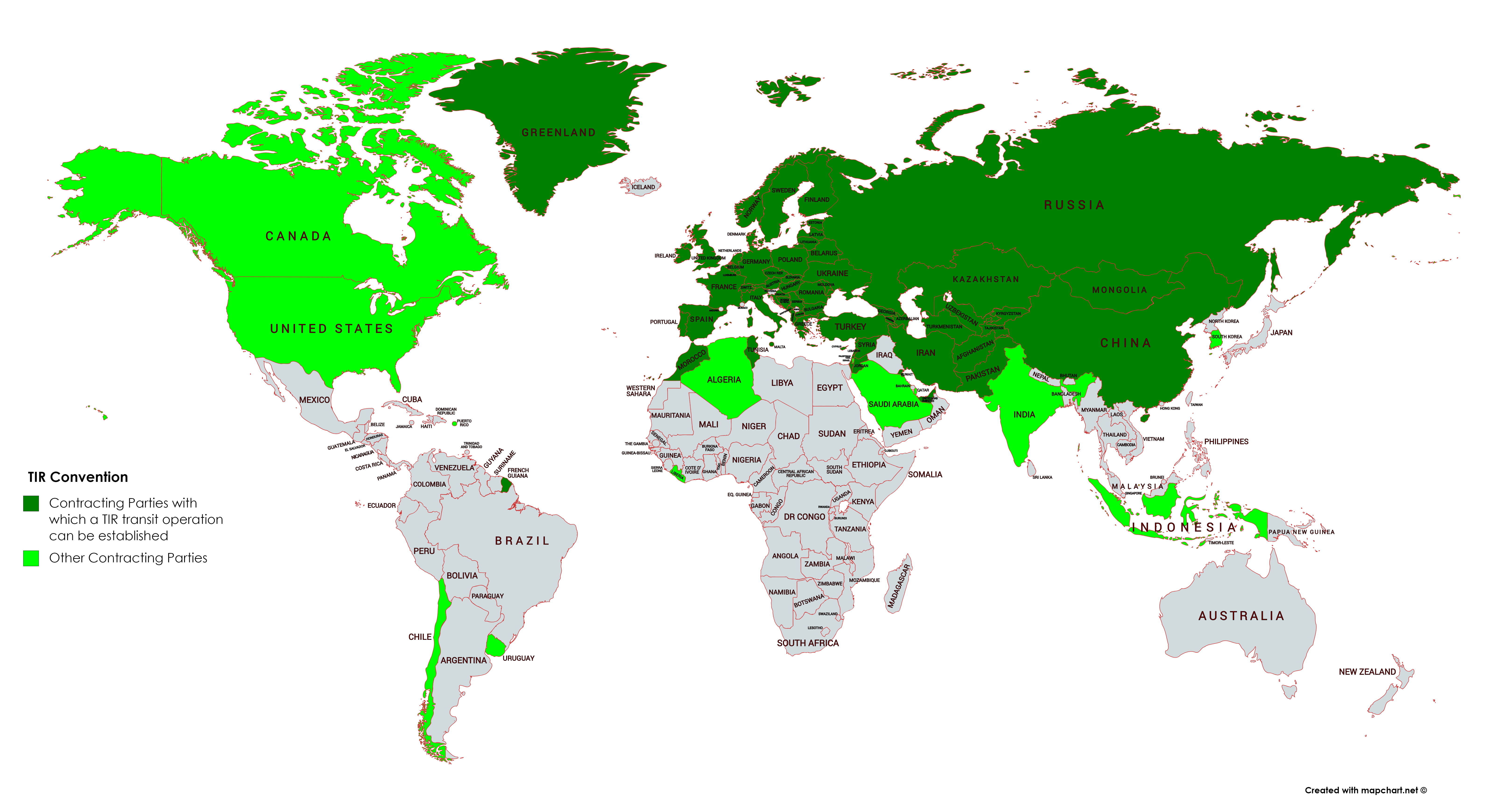
Parties engagées à la Convention TIR de 1975, où les opérations TIR peuvent être établies.
Parties engagées à la Convention TIR de 1975.

La partie chinoise de cette route sera constituée des passages par Lianyungang, dans la province du Jiangsu, et Xi'an, dans la province du Shaanxi, et par la région autonome ouïghour du Xinjiang.
Cette route pourrait alors rejoindre l'Europe en passant par le Kirghizistan, l'Ouzbékistan, le Tadjikistan, le Turkménistan, l'Iran et la Turquie. Côté chinois, on achève le Xinsilu, une quatre-voies de 5 000 km qui relie la mer Jaune aux monts Tian. Un axe qui a pour but de délester la route maritime, par laquelle transitent des millions de conteneurs par an.
Deux autres routes sont envisagées pour rejoindre l'Europe : une passant par le Kazakhstan et la Russie, et l'autre traversant le Kazakhstan via la mer Caspienne. Les travaux ne sont pas financés par l'Union européenne, qui n'apporte aucune aide logistique. Les bailleurs sont la Banque européenne de développement, la Banque asiatique de développement, la Banque islamique de développement .
Cette route permettra notamment de faciliter le commerce entre la Chine populaire et les pays d'Asie centrale, dont les échanges s'élevaient à 25,2 milliards de dollars américains en 2008.
Une liaison ferroviaire allant de la région autonome ouïghour à l'Iran et desservant le Tadjikistan, le Kirghizistan et l'Afghanistan est également envisagée.
La route du sud, via la Turquie et l'Iran, est pour l'instant délaissée en raison des sanctions de l'ONU imposées à l'Iran. Ce pays est par ailleurs en conflit avec ses voisins sur le partage des eaux de la mer Caspienne.
Cette démarche est en symbiose avec le concept de Réseau routier asiatique.
En 2018, la Chine entre dans la convention sur le transit international routier. Pour le Secrétaire Exécutif de la Commission économique pour l'Europe des Nations unies, Christian Friis Bach, cela représente un élément de la vision chinoise de la nouvelle route de la soie.

### Réseau de ports maritimes
La Chine a compris l'importance stratégique de la maîtrise des mers et fait le nécessaire pour devenir une puissance maritime de premier ordre via ses très nombreux grands ports maritimes. La Chine commence désormais à projeter sa puissance en investissant dans de nombreux ports à travers le monde, à la manière des anciens comptoirs occidentaux.
Un nouveau terminal pour ferries, tankers et cargos est en chantier à Alat à Bakou en Azerbaïdjan. Cette gigantesque plate-forme, dotée des meilleurs équipements, assurera toutes les jonctions possibles entre bateaux et trains, wagons-citernes et pipelines, conteneurs et camions. « Alat pourra traiter jusqu'à 25 millions de tonnes de fret par an contre 7 millions en 2012, depuis le vieux port de Bakou », confirme Mousa Panahov, le vice-ministre des Transports de l'Azerbaïdjan.

#### Inde
Par le port de Calcutta.

#### Gwadar, Pakistan

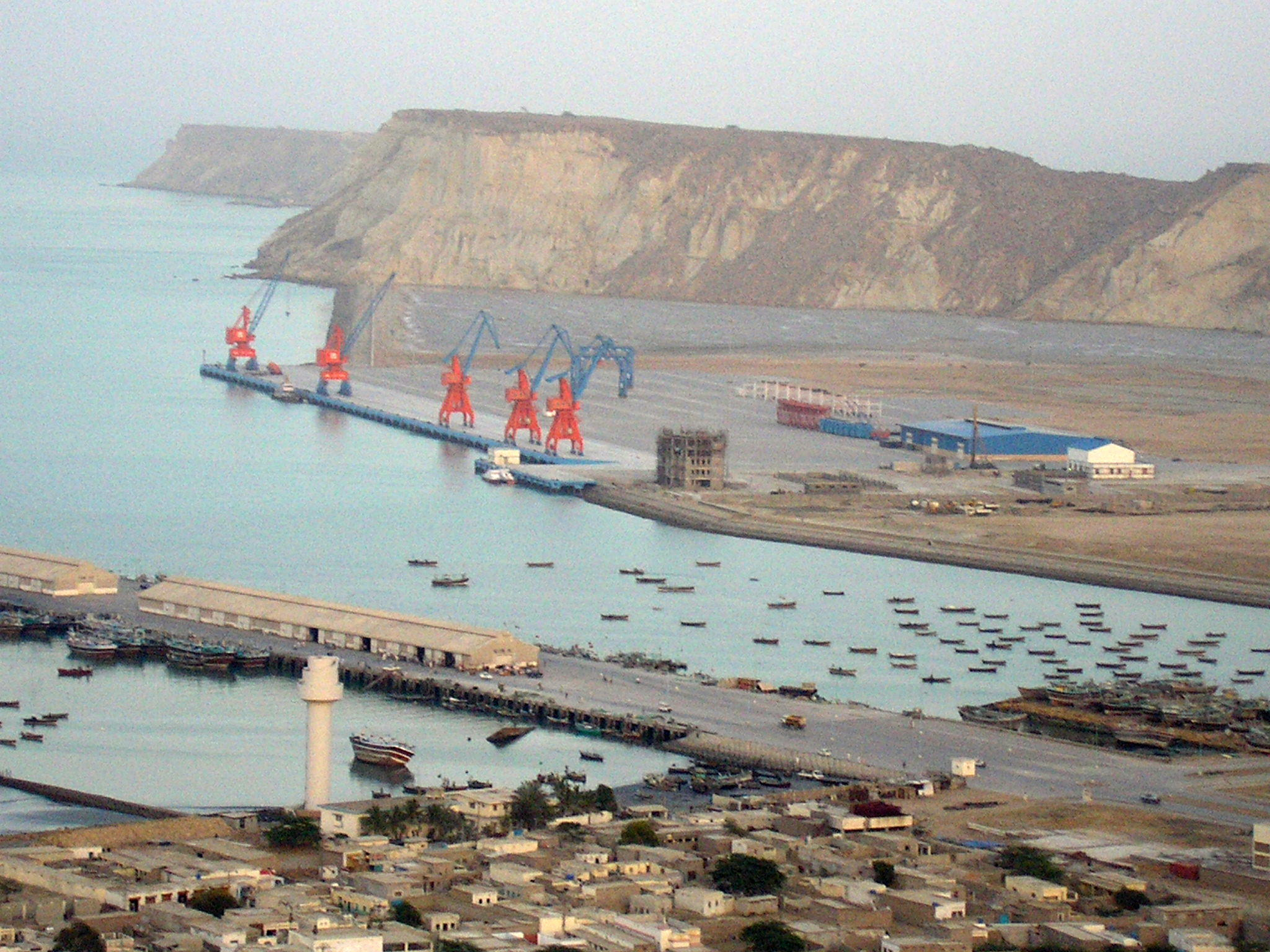
Port de Gwadar, Pakistan.

Gwadar est une ville portuaire de l'ouest du Pakistan, située sur la péninsule du Baloutchistan. La région est située à un carrefour stratégique pour les intérêts chinois, entre le détroit d'Ormuz et la mer Rouge à l'ouest, l'Inde et le Sri Lanka à l'est. Le port est également un débouché au corridor économique Chine-Pakistan.

#### La Réunion et Mayotte
En réaction aux diverses annonces chinoises, la région insulaire française de La Réunion s'est rapidement positionnée de manière volontaire en affirmant son souhait de devenir l'une des étapes importantes sur le trajet de la One road.
La Réunion comme Mayotte, occupent en effet un emplacement stratégique, sur le chemin entre les zones productrices de pétrole du Moyen-Orient, les zones productrices d'Asie du Sud-Est et le cap de Bonne-Espérance, qui ouvre la route de l'Europe et de l'Amérique où se situent les principaux débouchés commerciaux.
La Réunion, seul territoire « européen » de la région avec Mayotte, compte également s'appuyer sur son savoir faire, ses capacités en matière d'investissement et ses atouts en termes d'infrastructures. L'île dispose en effet déjà d'un port équipé ainsi que d'un secteur tertiaire efficace. Ce sont ces nombreux atouts qui ont, semble-t-il, éveillé l'intérêt des stratèges chinois.
En se positionnant de manière volontariste sur ce projet, La Réunion espère dynamiser son économie en attirant sur son territoire une partie des colossaux investissements que la Chine va effectuer pour donner vie à ce projet titanesque.
Cet investissement pharaonique sera porté par la Banque asiatique d'investissement proposée par la république populaire de Chine, l'objectif étant de se passer de l'aide du Fonds monétaire international, de celle de la Banque mondiale ainsi que de celle de la Banque asiatique de développement , qui sont sans doute perçues comme étant trop proches de Washington.
Les principaux défenseurs du projet sont le président de la région Didier Robert et la communauté chinoise de l'île, représentée notamment par l'ACCR (Association de commerçants, chefs d’entreprises et cadres chinois de La Réunion). De multiples rencontres bilatérales ont eu lieu pour évoquer ce projet. L'île a notamment reçu la visite du vice président chinois Zhang Gaoli au cours de l'été 2017.

### Gazoduc d'Asie centrale - Chine
Avant 2009, aucun gazoduc ne reliait l’Asie centrale au réseau gazier chinois.
En 2009, un Gazoduc Chine-Turkménistan a été inauguré. Il connecte le Turkménistan à la Chine via le Xinjiang.
En 2013, ce gazoduc achemine environ 30 % de la consommation chinoise.

### Services ferroviaires eurasiatiques

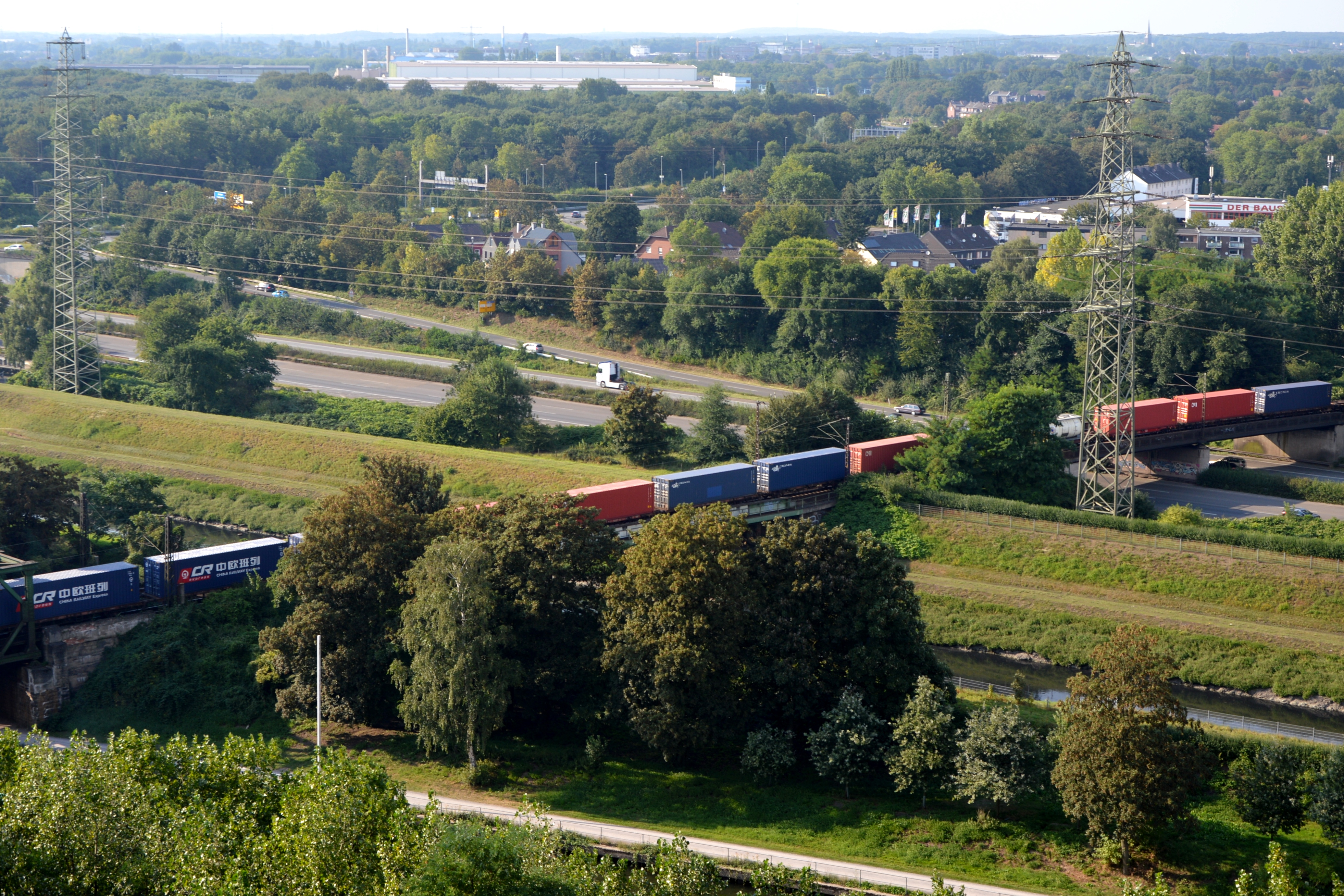
Août 2016 : conteneurs chinois sur des chemins de fer euro-allemands

Depuis 2011, une ligne directe est en service et relie Chongqing à Duisbourg.
Le premier train à destination de Hambourg est parti de Zhengzhou en date du 18 juillet 2013.
Le 18 novembre 2014, un train de fret a quitté la gare de Yiwu pour rejoindre Madrid en 21 jours via l’Asie centrale. Cette desserte est donc la plus longue avec un parcours de 13 000 kilomètres.
Des liaisons ferroviaires ont été mises en place en 2015 entre Rotterdam et Nanchang ; il s'agit d'un trajet de 12 000 km, de 17 jours, qui traverse la Russie, le Biélorussie, la Pologne et l'Allemagne[réf. souhaitée].
En 2016, les liaisons ferroviaires relient la Chine à l'Allemagne en douze jours.
Le chemin ferroviaire reliant la Chine à l'Europe est le plus long du monde ; la longueur dépasse les 10 000 kilomètres.
Le 21 avril 2016, un train part pour la première fois de Wuhan, capitale de la province du Hubei, où 1/3 des investissements français en Chine sont réalisés, parcourt 11 500 km et arrive dans la Métropole de Lyon (Vénissieux, pour le journal Le Monde ou Saint-Priest pour l'émission Géopolis diffusée par France TV). D'après Wuhan Asia-Europe Logistics (WAE), chargé de l'exploitation de la ligne, ce transport coûte 80 % moins cher que par avion. D'autres trains partis de Wuhan avaient déjà desservi d'autres villes d'Europe ; Małaszewicze en Pologne, Hambourg en Allemagne et Saint-Pétersbourg en Russie. Le train a mis 18 jours pour effectuer ce trajet et est passé par le Kazakhstan, la Russie, la Biélorussie, la Pologne, l'Allemagne où le train fait une pause à Duisbourg, avant d'arriver en France. Une vingtaine de chauffeurs, huit changements de locomotives et trois transbordements de marchandises ont été nécessaires pour effectuer cette liaison.

#### Réseau à grande vitesse mondial

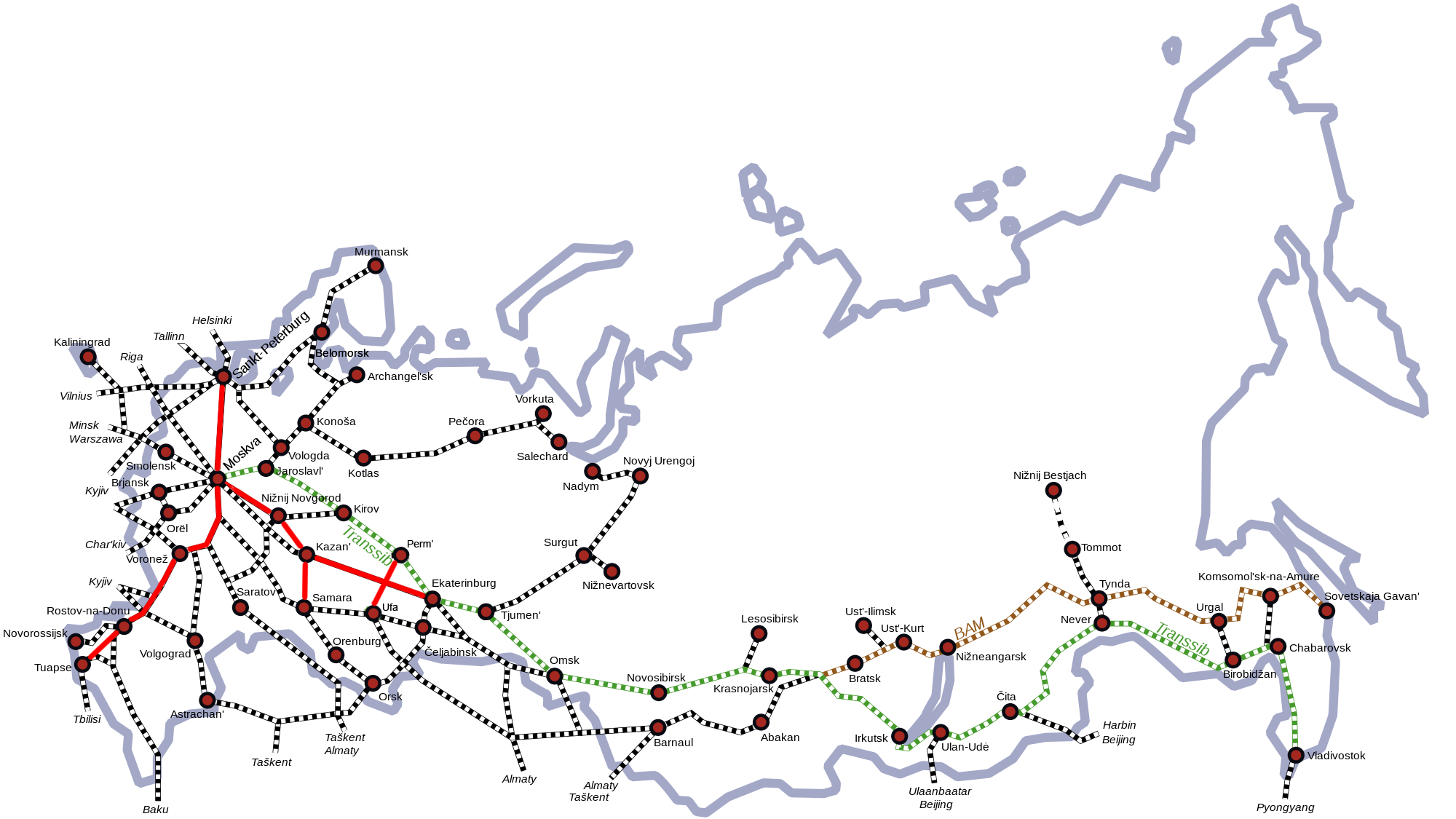
Réseau existant et en projet de ligne à grande vitesse en Russie, intermédiaire entre l'Europe et l'Asie.

Un projet de Ligne à grande vitesse ferroviaire est également en cours de déploiement pour une finalisation à l'horizon 2026. Elle prolongera ainsi depuis Ürümqi, l'actuelle LGV Lanzhou - Ürümqi. Elle permettrait à terme de relier l'Europe de l'Ouest à la Chine. La liaison Londres-Pékin via le tunnel sous la Manche devrait ainsi prendre 48 heures. La construction est estimée à 3 580 milliards de roubles, les compagnies de chemin de fer de Biélorussie, de Russie, du Kazakhstan et de Chine coopèrent sur ce projet. La Russie a commencé les liaisons commerciales à grande vitesse ferroviaire sur son territoire en 2009 avec Sapsan.
Un tunnel sous le détroit de Béring est également à l'étude pour relier la Chine aux États-Unis, dans un projet appelé « China-Russia plus America ».
Le fret ferroviaire Chine-France et Chine-Europe intéresse de plus en plus les importateurs/exportateurs car il s'agit (en termes de budget comme en termes de temps de transit) d'un excellent compromis entre le fret aérien et le fret maritime.

### Services ferroviaires Djibouti - Addis-Abeba
La Chine a participé au projet ferroviaire Djibouti - Addis-Abeba, dans les rôles de constructeur, de financier et d'opérateur.

## Temps de transport
En 2012, il faut compter au minimum un mois pour acheminer des marchandises depuis Shanghai jusqu'à Rotterdam par la mer, via le canal de Suez ; moins de trois semaines en train, et environ quinze jours en camion. Les experts estiment que ces deux derniers voyages terrestres pourraient être réduits de moitié en améliorant les infrastructures et en harmonisant les législations. Un programme dont l'Azerbaïdjan se verrait bien le champion. Le budget consacré par Bakou aux transports (trois milliards d'euros en 2010) est d'ailleurs le premier poste de dépense de l'État azéri. Élément essentiel de cette stratégie, la ligne Bakou-Tbilissi-Kars a été rénovée, des rails et traverses aux locomotives et à l'alimentation électrique. Fort de ses pétrodollars, l'Azerbaïdjan a prêté 400 millions d'euros à son voisin géorgien pour ce chantier.
La route de la soie du troisième millénaire, de même que son modèle original, ne suit pas un trajet unique. Depuis la rive orientale de la mer Caspienne, trois itinéraires différents permettront de rejoindre les contreforts des monts Tian, puis d'entrer en Chine par une dizaine de points de passage.
Plus que la qualité du bitume ou de l'écartement des rails des voies ferrées, c'est le temps et l'argent perdus aux frontières (environ 40 % de la durée et du coût du voyage) qui sont les principaux obstacles à la reconstruction de la route de la soie.

## Financements
Le concept de la nouvelle route de la soie a été inventé par la Chine populaire. Son coût total s'élèverait à plusieurs milliers de milliards de dollars.
Deux nouvelles banques ont été créées pour soutenir ce projet : la banque de développement de Chine et la Banque asiatique d'investissement pour les infrastructures (AIIB).
En octobre 2014, 21 pays d'Asie ont permis la création de l’AIIB. Le siège de cette banque se trouve à Pékin. Son capital est de 100 milliards de dollars des États-Unis.
Le Fonds de la Route de la soie a été également financé à hauteur de 40 milliards de dollars.
Pour construire ces réseaux de commerce et d’infrastructure entre l’Asie et l’Europe, différentes promesses chinoises ont déjà été engagées.
- 1,4 milliard de dollars pour le développement de l’infrastructure portuaire au Sri Lanka.
- 50 milliards de dollars dans l’infrastructure et les gazoducs en Asie centrale (Ouzbékistan, Tadjikistan et Kirghizistan).
- 327 millions de dollars pour l’Afghanistan (chemins de fer, autoroutes, installations de gestion de l’eau et centrales électriques).
- Construction de deux lignes ferroviaires internationales en Thaïlande[53].

Les financements dirigés vers la BRI n’ont pas été épargnés par la Covid-19. Un rapport publié le 16 juin 2020 par la société d'analyse Refinitiv fait état d’une baisse de 15,6 % du nombre de nouveaux projets annoncés au premier trimestre de cette année par rapport à la même période en 2019, leur valeur ayant baissé de 64,4 %, passant de 386 à 137 milliards de dollars. La valeur cumulée des projets mis en œuvre par la Chine reste néanmoins supérieure à quatre mille milliards de dollars, selon Refinitiv.
En 2022, la Chine a mobilisé 932 milliards $ pour « l’initiative nouvelles routes de la soie » depuis 2013.

## Contre-projets
En novembre 2016, l'Inde et le Japon lancent un contre-projet intitulé corridor de croissance Asie-Afrique. Ce contre-projet s'appuie sur des routes maritimes moins onéreuses et davantage orientées vers le développement durable.
Le Blue Dot Network (en), lancé par les États-Unis avec le Japon et l'Australie est aussi présenté comme une alternative à la nouvelle route de la soie.
Dans le cadre de l'initiative américaine Build Back Better World, les sept grandes puissances mondiales du G7 ont annoncé la création d’un fonds doté de 600 milliards de dollars, ayant pour objectif de financer des projets d’infrastructures dans les pays en développement, notamment en Afrique.
Enfin, Global Gateway (en français : « Portail mondial ») est un projet de l’Union européenne, présenté par Ursula von der Leyen à la fin de 2021, pour développer de nouvelles infrastructures dans les pays en développement en réponse aux « nouvelles routes de la soie » chinoises.

## Inquiétudes environnementales
Certains médias évoquent des inquiétudes environnementales, notamment pour la faune.

## Groupe de réflexion
L'Observatoire français des nouvelles routes de la soie, centre d'étude et de veille francophone, est créé en 2019,.